# Draagtijd
De draagtijd of dracht is de hoeveelheid tijd die een foetus in de baarmoeder doorbrengt (gestatie) vanaf de bevruchting tot aan de geboorte. Van draagtijd wordt meestal gesproken bij zoogdieren, maar ook bij levendbarende vissen kan van draagtijd gesproken worden. 
Van zoogdier tot zoogdier verschilt de draagtijd veel. Zo heeft de Afrikaanse olifant een draagtijd van 18 tot 22 maanden, de spreekwoordelijk lange olifantsdracht. Een walvis heeft een draagtijd van rond een jaar. De draagtijd van een koe is ongeveer gelijk aan die van een mens, negen maanden. De goudhamster heeft van de zoogdieren de kortste draagtijd, namelijk 16-18 dagen. Van de grotere dieren hebben alleen de buideldieren een nog kortere draagtijd, maar daar blijft het jonge diertje nog lang in de buidel van de moeder totdat het volgroeid is.

## Draagtijd van verschillende zoogdieren
| Diersoort            | Gemiddelde duur |
| -------------------- | --------------- |
| Kangoeroe            | 30 dagen        |
| Goudhamster          | 16 dagen        |
| Muis                 | 18-21 dagen     |
| Chinese dwerghamster | 21 dagen        |
| Rat                  | 21-23 dagen     |
| Gerbil               | 25-26 dagen     |
| Konijn               | 30-32 dagen     |
| Eekhoorn             | 35-40 dagen     |
| Cavia                | 65-72 dagen     |
| Kat                  | 58-63 dagen     |
| Hond                 | 57-69 dagen     |
| Leeuw                | 100 dagen       |
| Varken               | 115 dagen       |
| Geit                 | 144-155 dagen   |
| Schaap               | 144-155 dagen   |
| Nijlpaard            | 180-210 dagen   |
| Mens                 | 268 dagen       |
| Rund                 | 280 dagen       |
| Paard                | 336 dagen       |
| Dolfijn              | 12 maanden      |
| Ezel                 | 12 maanden      |
| Walvis               | 12 maanden      |
| Giraffe              | 15 maanden      |
| Olifant              | 18-22 maanden   |